# Patrick Deuel
Pour les articles homonymes, voir Deuel.
Patrick Darren Deuel, né le 28 mars 1962 à Grand Island, dans le Nebraska, aux États-Unis, et mort le 29 avril 2016 à Kearney, dans le Nebraska, aux États-Unis, est une personnalité américaine connue pour être l'une des personnes les plus lourdes au monde,. 
Il a fait l'objet du documentaire Half Ton Man dans la série BodyShock de Channel Four. 

## Biographie
Après avoir terminé ses études secondaires, Deuel a étudié au collège Hastings pendant un semestre. Après cela, il est allé à l'Université de Nebraska-Lincoln. Il est ensuite devenu directeur de restaurant. 
Deuel n'a plus quitté sa maison (à Valentine) pendant 5 ans. Il  aurait pesé jusqu'à 486 kg. Il est mort à son domicile à Kearney, dans le Nebraska, le 29 avril 2016, alors âgé de 54 ans.